# Селище-Хвошня
Селище-Хвошня — село в Спировском районе Тверской области. Относится к Пеньковскому сельскому поселению. До 2006 года в составе Новоободовского сельского округа.
Расположено в 25 км к юго-востоку от районного центра посёлка Спирово. В 5 км к северо-востоку — посёлок и станция Калашниково, до города Торжка — 26 км. К западу от села — река Логовежь.
Население по переписи 2002 года — 178 человек, 93 мужчины, 85 женщин.

## История

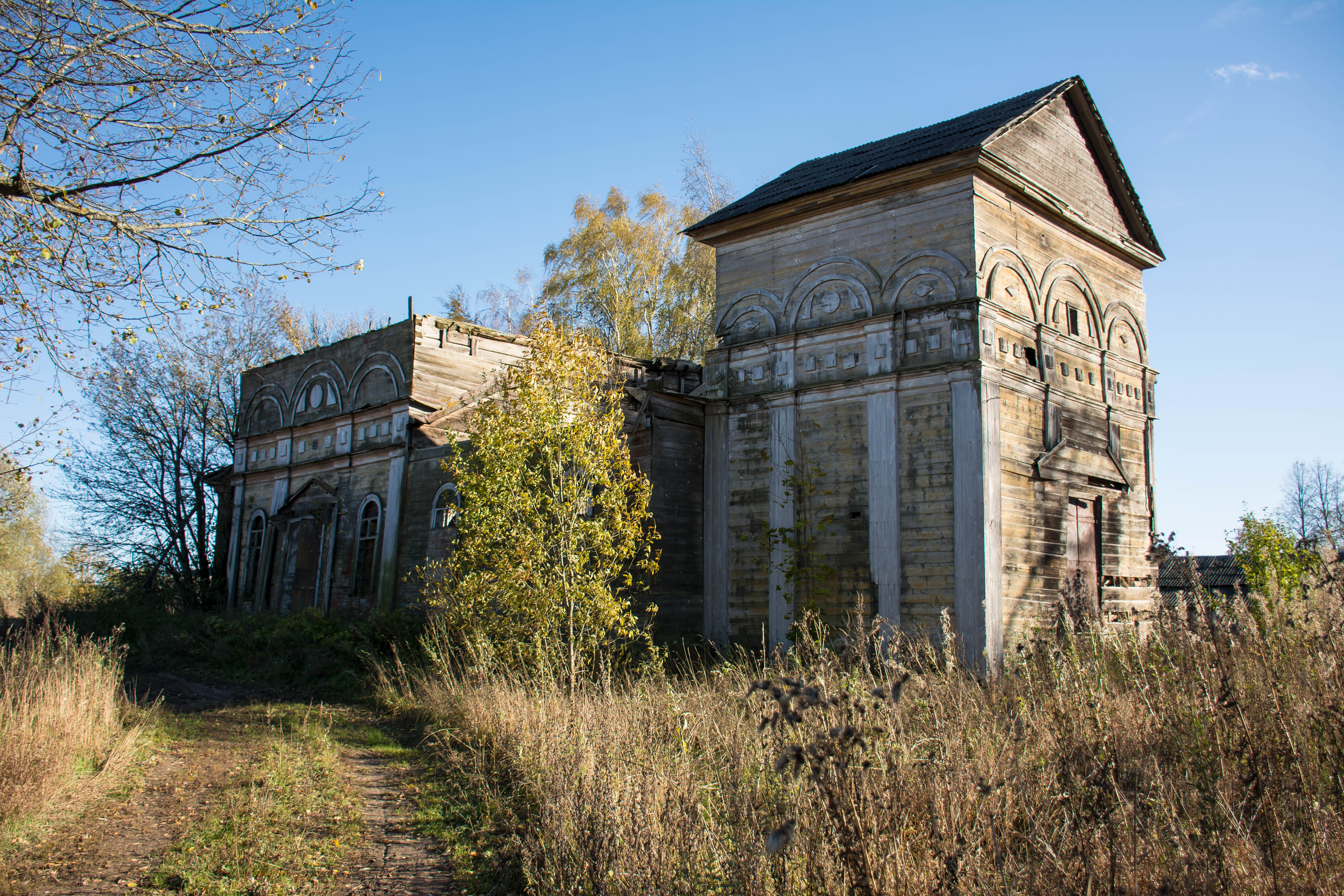
Недействующая церковь Казанской иконы Божией Матери (1886 г.)

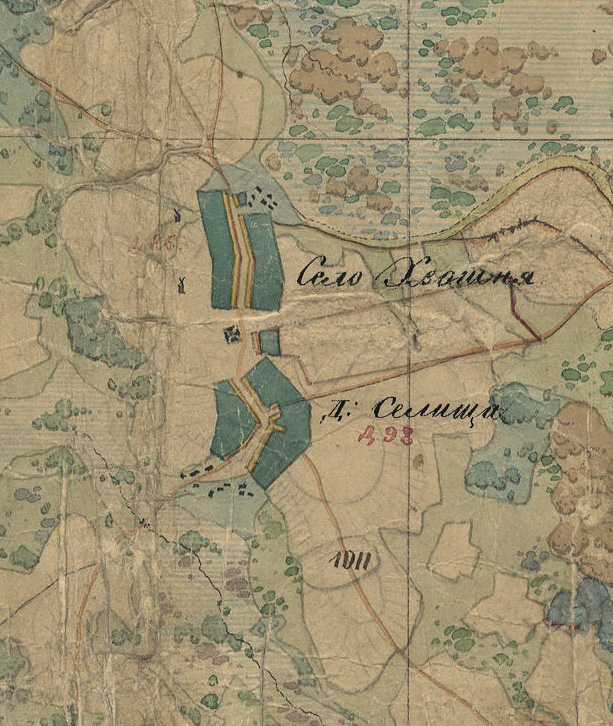
Карта Менде 1853 г.

Село издавно состояло из двух частей, которые в былое время иногда числились раздельными населёнными пунктами. Северная часть — село Хвошня (Хвощня), южная часть — Селище (Селищи). Между ними площадь с церковью. Так-как церковь была одна, то селом значилась Хвошня, а Селище — деревней. В 1859 году в казённом селе Селище (Хвошня) 177 дворов (80 в Хвошне, 97 в Селище), 1147 жителей, это второе по населению село в Новоторжском уезде, после Медного. В 1884 году значатся уже и Хвошня (105 дворов, 556 жителей) и Селищи (113 дворов, 603 жителя), и оба как сёла. Здесь Хвошне-Селищенская земская школа (основана в 1872 году), 2 мельницы, маслобойня, трактир, питейное заведение, 3 мелочные лавки; промыслы жителей: булочники, хлебопеки, плотники, кузнецы, маляры, чернорабочие.
В 1918 году образован Селищенский сельсовет, по переписи 1920 года в селе 239 дворов, 1312 жителей.
В 1940 году Селищенский сельсовет в составе Лихославльского района Калининской области. Здесь колхоз, школа, клуб.
В годы Великой Отечественной войны на фронтах погибли 97 жителей села.
После войны село побывало в составе Лихославльского, Спировского, Вышневолоцкого районов. С 1965 года — в Спировском районе.
В 1997 году в селе Селище-Хвошня Новоободовского сельского округа Спировского района 94 хозяйства, 186 жителей. Начальная школа, центральная усадьба совхоза «Селище».

## Население
| 1859 | 1884  | 2002 | 2010 |
| ---- | ----- | ---- | ---- |
| 1147 | ↗1159 | ↘178 | ↘97  |

## Достопримечательности
В деревне находится недействующая Рождества Христова, Флора и Лавра и Смоленской иконы Божией Матери церковь (1845).